# Inoughissen
Inoughissen est une commune de la wilaya de Batna en Algérie.

## Géographie

### Situation
Le territoire de la commune d'Inoughissen est situé au sud-est de la wilaya de Batna.
| Ichmoul     | Ichmoul       | Yabous (wilaya de Khenchela)   |
| Ichmoul     | Inoughissen   | Bouhmama (wilaya de Khenchela) |
| Tighanimine | T'Kout,Kimmel | M'Sara (wilaya de Khenchela)   |

### Localités de la commune
La commune d'Inoughissen est composée de 26 localités :
- Aïn El Kebche
- Chir
- Draa El Haddad
- Draa Noumoussi
- Inoughissène
- Isoukser
- Isrène Ournisse
- Lamsara
- Lemsail
- Oulad Ben Lambarek
- Oulad Hamza
- Oulad Saadia
- Oulad Saadoune
- Oulad Selem
- R'Kabet
- Tadjerouine
- Tadjernit
- Tafrent
- Theniet Brahim
- Theniet El Betha
- Theniet El Khourcef
- Tiberbachine
- Tigouraouine
- Timechtaouine El Harig
- Tizougaghine
- Merghem